# Cândido Mota (kommun)
Cândido Mota är en kommun i Brasilien.   Den ligger i delstaten São Paulo, i den södra delen av landet, 800 km söder om huvudstaden Brasília. Antalet invånare är 29 911.
Följande samhällen finns i Cândido Mota:
- Cândido Mota

Trakten runt Cândido Mota består till största delen av jordbruksmark. Runt Cândido Mota är det ganska tätbefolkat, med 72 invånare per kvadratkilometer.